# Wife Swap (britský pořad)
Wife Swap je britská televizní reality show, vyvinutá britskou produkční společností RDF media. Vysílána byla v letech 2003–2009 na stanici Channel 4, dne 15. června 2017 pak byla uvedena jedna speciální epizoda. Pořad je založen na tom, že dvě rodiny, běžně z jiných sociálních tříd a životních stylů, vymění jejich manželky/matky na necelé dva týdny. Po celou dobu štáb dokumentuje každou podstatnou věc, např. jejich rozdíly a upozorňuje na nedostatky.
Na základě licence vzniklo v dalších zemích množství lokálních verzí. Americkou verzi Výměna manželek USA vysílala televize ABC, kde poslední série šla v roce 2009. V Česku vznikl pořad Výměna manželek.

## Průběh výměny
Během prvního týdne se nová manželka musí řídit úplně stejným harmonogramem a životním stylem jako žena, kterou zastupuje. Každá manželka proto zanechá manuál domu, ve kterém vysvětlí zástupkyni její roli v rodině a povinnosti, které musí dodržovat. Tento manuál pak pomáhá při "změně pravidel", kterou provádí na konci prvního týdne nová manželka na celou rodinu.
Během druhé poloviny pobytu nová manželka uplatňuje svá nová pravidla na chod domácnosti a její nová rodina tato pravidla musí dodržovat. Většinou chvíli rodinám trvá, než si zvyknou, nemluvě o tom, že nová manželka má i rozpočet, který musí dodržovat.
Na konci výměny pak je společné setkání "mezi osmi očima", kde se oba páry potkávají poprvé tváří v tvář a debatují o předchozích dnech. Často zde dochází k vytažení osobních věcí, nehezkých zážitků, hádek a někdy dokonce i k násilí. Ovšem ne moc často se stane, že se obě rodiny poučí a uvědomí si jejich zkušenosti z uplynulých dní a to, že své rodiny milují. Někdy je setkání velice dojemné a emocionální, a to když si rodiny vyjadřují například respekt jedna k druhé a obdivují se.
Po pár týdnech se kamery vrací k rodinám a nahrávají jejich životní změny od průběhu výměny.